# Hundsbach (Waldsassen)
Das Dorf Hundsbach ist ein Gemeindeteil der Stadt Waldsassen im Landkreis Tirschenreuth und liegt unweit der deutsch-tschechischen Landesgrenze am untersten Lauf des Hundsbachs und an seiner Mündung in die Wondreb.
Nahe Hundsbach liegt der 1989 wiedereröffnete Grenzübergang Hundsbach–Svatý Kříž (deutsch: Heilig Kreuz) zur tschechischen Nachbarstadt Cheb (deutsch: Eger) an der B 299. Im Jahr 1970 lebten 131 Einwohner in Hundsbach, 1987 waren es 100.